# ضرب‌کننده دودویی
ضرب‌کننده باینری یک مدار الکترونیکی است که در الکترونیک دیجیتال مانند کامپیوتر استفاده می‌شود که بتوان دو عدد باینری را ضرب نمود. این مدار از مدار جمع‌کننده ساخته می‌شود.
شیوه‌های متفاوتی برای ساخت یک ضرب‌کننده باینری در معماری کامپیوتر می‌تواند مورد استفاده قرار گیرد. بیشتر شیوه‌ها متشکل از محاسبه جزئی و بعد جمع محاسبات با هم صورت می‌گیرد. این فرایند مشابه ان متدی است که به بچه‌های دبستانی برای ضرب اعداد بر مبنای ۱۰ گفته می‌شود ولی در اینجا تغییر پیدا کرده به اعداد بر پایه ۲.(دستگاه اعداد دودویی)